# Myoxanthus
Myoxanthus é um género botânico pertencente à família das orquídeas (Orchidaceae).
O gênero Myoxanthus foi proposto por Poeppig & Endlich em Nova Genera ac Species Plantarum 1: 50, em 1836.
Espécie tipo: Myoxanthus monophyllus Poepp. & Endl.(1836).

## Etimologia
O nome refere-se às sépalas marrons e carnudas das flores de algumas espécies deste gênero.

## Sinônimos
- Duboisia H.Karst., Allg. Gartenzeitung 15: 394. 1847.
- Dubois-Reymondia H. Karst., Bot. Zeitung. Berlin 6: 397-398. 1848.
- Reymondia H. Karst. Botanische Zeitung. Berlin 6: 398. 1848.
- Chaetocephala Barb.Rodr., Gen. Spec. Orchid. 2: 37. 1881.
- Pleurothallis sect. Chaetocephala (Barb. Rodr.) Cogn., Flora Brasiliensis 3(4): 589. 1896.

## Habitat
O gênero compreende cerca de cinqüenta espécies na maioria epífitas, algumas vezes terrestres, de crescimento cespitoso, distribuídas da América Central ao sul do Brasil, onde há nove espécies registradas, entretanto outras possivelmente serão encontradas na Amazônia.

## Descrição

Myoxanthus ovatipetalus

A classificação das espécies de algumas seções deste gênero é algo confusa e o histórico dessas plantas complicado, com inúmeras mudancas de gênero. Antes o gênero estava dividido em três subgêneros mas dois deles acabaram de ser transferidos, formando o gênero Echinosepala.
O subgênero que permanece é composto por plantas unifoliadas, de tamanhos variados, com vegetação muito parecida à de algumas Pleurothallis ou Octomeria. Poderiam ser facilmente confundidas na ausência de flores, se não soubessemos que os caules de Myoxanthus são parcialmente recobertos por bainhas hirsutas secas, enquanto as bainhas dos outros gêneros são glabras. Também o rizoma geralmente é coberto de pelos curtos. Seus ramicaules apresentam-se eretos, com comprimento no máximo igual ao das folhas, estas mais comuns lineares ou lanceoladas, coriáceas, pouco espessas e flexíveis até mais carnosas e quebradiças.
Na maioria das espécies, as flores solitárias nascem de um pedúnculo muito curto com uma bráctea, são pendentes e podem botar do caule em sucessão ou muitas ao mesmo tempo, em fascículos, como acontece em Octomeria. As pétalas e sépalas e labelo variam grandemente de espécie para espécie.
Algumas das espécies brasileiras mais comuns, das matas secas do interior do sudeste, como o Myoxanthus lonchophyllus, possuem anteras com extremidades recobertas de pilosidades.

## Filogenia
Segundo Phylogenetic relationships in Pleurothallidinae (Orchidaceae): combined evidence from nuclear and plastid DNA sequences publicado por Alec M. Pridgeon, Rodolfo Solano e Mark W. Chase, Myoxanthus, junto com diversos outros, dentre eles, Dresslerella, Echinosepala, Pleurothallosis, Restrepia e Barbosella, forma o segundo dos oito grandes grupos da subtribo Pleurothalidinae, entre os grupos de Octomeria e de Acianthera.
Os gêneros mais próximos de Myoxanthus são Dresslerella e Echinosepala, que juntos formam o primeiro subgrupo deste grupo.

## Divisão subgenérica e espécies
Luer divide este gênero em três seções, Myoxanthus, Antennella e Scandentia.

### SecçãoMyoxanthus
Representada no Brasil pelos Myoxanthus exasperatus, octomerioides e pulvinatus caracteriza-se por poucas ou muitas flores sempre simultâneas.
1. Myoxanthus affinis (Lindl.) Luer, (1982).
2. Myoxanthus affinoides Luer, (1983).
3. Myoxanthus colothrix (Luer) Luer, (1982).
4. Myoxanthus dasyllis Luer & Hirtz, (1992).
5. Myoxanthus exasperatus (Lindl.) Luer, (1982).
6. Myoxanthus gorgon Luer, (1983).
7. Myoxanthus monophyllus Poepp. & Endl., (1836).
8. Myoxanthus neillii Luer & Dodson, (1992).
9. Myoxanthus octomeriae (Schltr.) Luer, (1982).
10. Myoxanthus octomerioides (Lindl.) Luer, (1982).
11. Myoxanthus pulvinatus (Barb.Rodr.) Luer, (1992).
12. Myoxanthus sarcodactylae (Luer) Luer, (1982).
13. Myoxanthus speciosus (Luer) Luer, (1982).
14. Myoxanthus werneri Luer, (2006).

### SecçãoAntennella
Representada no Brasil pelos Myoxanthus lonchophyllus, seidelii, ruschii, punctatus, ovatipetalus, conceicionensis  e trachychlamys, caracteriza-se por poucas ou muitas flores, mas sempre produzidas em sucessão, no máximo três abertas ao mesmo tempo.
1. Myoxanthus antennifer Luer & Hirtz, (1992).
2. Myoxanthus ceratothallis (Rchb.f.) Luer, (1982).
3. Myoxanthus cimex (Luer & R.Escobar) Luer, (1982).
4. Myoxanthus conceicionensis M.Frey & N.Sanson, (2006).
5. Myoxanthus ephelis (Luer) Luer, (1982).
6. Myoxanthus eumeces (Luer) Luer, (1982).
7. Myoxanthus georgei (Luer) Luer, (1982).
8. Myoxanthus hirsuticaulis (Ames & C.Schweinf.) Luer, (1982).
9. Myoxanthus hystrix (Rchb.f.) Luer, (1982).
10. Myoxanthus lonchophyllus (Barb.Rodr.) Luer, (1982).
11. Myoxanthus mejiae (Garay & Dunst.) Luer, (1982).
12. Myoxanthus merae (Luer) Luer, (1982).
13. Myoxanthus melittanthus (Schltr.) Luer, (1982).
14. Myoxanthus ovatipetalus Chiron & Ximenes Bolsanello, (2009).
15. Myoxanthus priapus Luer, (1983).
16. Myoxanthus punctatus (Barb.Rodr.) Luer, (1982).
17. Myoxanthus reymondii (H.Karst.) Luer, (1982).
18. Myoxanthus ruschii Fraga & L.Kollmann, (2003).
19. Myoxanthus seidelii (Pabst) Luer, (1982).
20. Myoxanthus serripetalus (Kraenzl.) Luer, (1982).
21. Myoxanthus simplicicaulis (C.Schweinf.) Luer, (1982).
22. Myoxanthus trachychlamys (Schltr.) Luer, (1982).
23. Myoxanthus uxorius (Luer) Luer, (1982).
24. Myoxanthus xiphion Luer, (1982).

### SecçãoScandentia
Apresenta brotações de novos ramicaules sobre os anteriores e é representada no Brasil apenas pelo Myoxanthus parvilabius.
1. Myoxanthus chloe (Luer & R.Vásquez) Luer, (1982).
2. Myoxanthus epibator Luer & R.Escobar, (1992).
3. Myoxanthus fimbriatus Luer & Hirtz, (1992).
4. Myoxanthus frutex (Schltr.) Luer, (1982).
5. Myoxanthus gyas (Luer & R.Vásquez) Luer, (1982).
6. Myoxanthus parvilabius (C.Schweinf.) Luer, (1982).
7. Myoxanthus scandens (Ames) Luer, (1982).

### SecçãoIgnorada
1. Myoxanthus montanus P.Ortiz, Orquideologia 20: 320 (1997).

### Sinônimos

#### EmMyoxanthus
- M. herzogii (Schltr.) Luer  ver Myoxanthus ceratothallis
- M. lancipetalus (H.Karst.) Luer ver Myoxanthus ceratothallis
- M. parahybunensis (Barb.Rodr.) Luer ver Myoxanthus exasperatus

#### EmAcianthera
- M. beyrichii (Rchb.f.) Luer ver A. beyrichii
- M. scabripes (Lindl.) Luer ver A. scabripes
- M. spilanthus (Barb.Rodr.) Luer ver A. spilantha

#### EmEchinosepala
- M. aspasicensis (Rchb.f.) Luer   ver E. aspasicense
- M. balaeniceps (Luer & Dressler) Luer  ver E. balaeniceps
- M. lappiformis (A.H.Heller & L.O.Williams) Luer  ver E. lappiforme
- M. pan (Luer) Luer ver E. pan
- M. pastacensis (Luer) Luer ver E. aspasicense
- M. sempergemmatus (Luer) Luer  ver E. sempergemmata
- M. stonei (Luer) Luer  ver E. stonei
- M. tomentosus (Luer) Pupulin & M.A.Blanco ver E. tomentosa
- M. uncinatus (Fawc.) Luer ver E. uncinata

#### EmPleurothallis
- M. hirtipes (Schltr.) Luer ver P. hirtipes
- M. vittatus Pupulin & M.A.Blanco ver P. grammata